# Moorgate Station
Moorgate Station er endestation i det centrale London og en London Underground-station på Moorgate i City of London. Der er køres National Rail-betjeninger af First Capital Connect til Hertford, Welwyn Garden City og Letchworth og den betjenes også af Circle, Hammersmith & City og Metropolitan lines, samt Bank-grenen på Northern line. Den var endestation for Thameslink-banens Moorgate-gren indtil marts 2009, og var stedet for et en stor jernbaneulykke i 1975, hvor 46 personer blev dræbt og 74 kom til skade.

## Perronspor
Circle, Hammersmith & City og Metropolitan benytter spor 1 og 2 (gennemkørende spor) og også spor 3 og 4 (vendespor). First Capital Connect benytter spor 9 og 10 (Northern City Line-spor) og er skiltet som "Tog til Stevenage". Skilte til spor 5 og 6 har ordlyden "Tog til Bedford".
Underground-linjerne er elektrificeret med det generelle London Underground firskinnesystem. De tidligere Thameslink-vendespor havde køreledninger med 25kV AC.

## Historie
Stationen blev åbnet af Metropolitan Railway i december 1865 som del af den første forlængelse fra sin oprindelige rute mellem Paddington og Farringdon. Banen til King's Cross blev udvidet til fire spor i 1868 som City Widened Lines. Disse spor er nu en del af Metropolitan, Hammersmith & City og Circle lines og var på et tidspunkt Thameslink-banens Moorgate-gren.
Northern line-sporene blev åbnet af City & South London Railway (C&SLR) som "Moorgate Street" i februar 1900 og udgjorde den nordlige endestation for sine tog fra Stockwell syd for Themsen. Banen blev forlænget til Angel det efterfølgende år med tog til London Midland Region (LMR)-destinationer via Midland Main Line og til Eastern Region (ER)-destinationer via East Coast Main Line (ECML) (adgang via York Road- og Hotel-kurverne til King's Cross). British Rail-tog til Moorgate var først drevet med damp før konverteringen til Cravens-byggede dieseltogsæt og British Rail litra 31-lokomotiver der trak materiel ikke bygget til tunneler, der forblev i drift indtil midten af 1970'erne.
Northern City Line til Moorgate blev åbnet af Great Northern & City Railway (GN&CR) i februar 1904 og gav forbindelse til Finsbury Park. Tunnelerne blev anlagt med en diameter stor nok til fjerntog, hvilket gav selskaberne intentioner om at køre fjerntog via Finsbury Park og direkte til centrum. Uheldigvis kunne de to selskaber ikke enes og fjerntogene benyttede ikke disse baner i 70 år.
Snow Hill-tunnelen lukkede i 1916, hvorefter Widened City Lines-togene vendte på Moorgate. Fra 1934 blev Northern City Line drevet som Highbury-grenen på Northern line.
Moorgate Station blev fuldstændig ombygget og udvidet til seks spor i 1960'erne.
46 people blev dræbt og 74 alvorligt beskadiget i en voldsom ulykke den 28. februar 1975, da et sydgående tog kørte ind i en stopbom på stationen inde i en tunnel efter perronen. Dette var det største tab af liv i The Underground i fredstid.
British Rail overtog kontrollen af Northern City Line fra London Underground i 1975. Northern lines Highbury-gren ophørte. Tog fra Finsbury Park til Moorgate blev omledt til Northern City Line fra Widened City Lines de efterfølgende år. City Widened Lines fik installeret køreledninger i 1982, hvilket tillød Midland City Line-tog at køre fra Bedford via Midland Main Line til Moorgate på hvad der blev kaldet Thameslink-betjeningens Moorgate-gren. Moorgate Thameslink-grenen lukkede permanent i marts 2009 som en del af Thameslink-programmet til $6 milliarder.
Der kører ikke tog på Northern City Line i de sene aftentimer og i weekender. Her er disse omledt til London King's Cross i stedet.

## Fremtid

### Crossrail
Som en del af Crossrail-planerne vil Liverpool Street Stations vestlige billethal være beliggende lige øst for Moorgate Station. Der vil blive bygget skiftemulighed, hvilket vil forbinde Moorgate til Central line.

## Transportforbindeler
London buslinjer 21, 43, 76, 100, 133, 141, 153, 205, 214, 271 og natlinjer N21, N76 og N133.

## Galleri
- Indgang på Moorgate, hovedbygningens østlige side. Der er endnu en udgang på Moorgate, direkte overfor.
- Hovedbygningens vestlige side har en af to indgange på Moorfields, med Moorgate synlig længst til højre i baggrunden.
- Nordgående Northern line-perron, set mod nord.
- Rondel på nordgående Northern line-perron.
- Nordgående Great Northern (First Capital Connect)-perron, set mod nord. Bemærk tunnel med 5 m i diameter lige frem.
- Stationsskilt på nordgående Great Northern (First Capital Connect)-perron. Bemærk det gamle Network SouthEast-layout.